# الجريمة (فلم 2022)
الجريمة هو فيلم جريمة مصري صدر سنة 2022، من تأليف وإخراج شريف عرفة، وإنتاج هشام عبد الخالق، ومن بطولة أحمد عز، ومنة شلبي، وماجد الكدواني، ورياض الخولي، وسيد رجب. تدور أحداث الفيلم حول عادل المصاب بمرض نفسي، والذي يبدأ في استعادة ذكرياته كاشفًا خفايا إجرامية في ماضيه الغامض، وأثناء سرد تلك الذكريات تتضح ملابسات اختفاء زوجته نادية، واستمرارية مطاردة شبحها له.
عُرض الفيلم في صالات السينما في مصر في 5 يناير 2022، وعُرض في صالات السينما في الخليج في 20 يناير 2022.
ويُشكل هذا الفيلم التعاون السينمائي الثاني للمخرج شريف عرفة مع أحمد عز بعد الفيلم الحربي الممر.

## القصة
يستيقظ عادل الناضوري في مستشفى الأمان للعلاج النفسي مستعيدًا تخيلات من ماضيه، فيطلب رؤية ابنه حسين. عند وصول حسين، يعاتبه عادل على قلة زيارته، ثم يبدأ في سرد ذكريات غامضة من ماضيه، كاشفًا عن أسرار عائلته المعقدة والمظلمة.
كان عادل حفيدًا لحسين الناضوري، الذي كان يدير مصنعًا لاستخراج الفوسفات، لكنه في الخفاء كان إمبراطورًا لتجارة المخدرات. صُدم عادل عندما شاهد خيانة والدته لوالده، ما زرع في نفسه كرهًا شديدًا للنساء، وهو شعور تعزز مع تعاليم جده، الذي لقّنه أن يكون قويًا وألا يقع في نفس الخطأ الذي ارتكبه والده بالزواج من امرأة خائنة.
بعد وفاة جده، ورث عادل أعمال العائلة، سواء الشرعية أو غير الشرعية. خلال ذلك، تعرّف على نادية، التي كانت تشبه والدته في سلوكها، فتزوجها وأنجبا حسين. لاحقًا، اكتشف خيانتها، فقرر التخلص منها كما فعل جده بوالدته، لكنه تراجع في اللحظة الأخيرة، وبدل قتلها احتجزها في مستودع سري أسفل منزله. مع تراكم ضغوطه النفسية، بدأ يتخيل أنه قتلها، وطاردته أوهامها حتى تعرّض لحادث سير.
عندما لاحظ والد نادية اختفاءها، استغل نفوذه للضغط على الشرطة، فكُلف العقيد أمجد الحسيني بالتحقيق في القضية. في الوقت نفسه، قتل عادل والد نادية بطريقة غير مباشرة عبر دفعه لحادث مميت، لكن الشرطة لم تجد أدلة تدينه. بدأ الحارس توفيق، الذي رأى عادل يتبع والد نادية، بابتزازه، فخطط عادل بذكاء وقتله. بعد ذلك، حاول مساومة نادية للحصول على اعترافاتها قبل أن يتركها حبيسة سجنها السري.
تمكنت الشرطة من الوصول إلى مخزن حمدان، شريك نادية في تجارة المخدرات، حيث عثروا على تسجيلات تدين عادل بجرائمه. في الليلة التي كان فيها العقيد أمجد متوجهًا لاعتقال عادل، هاجمت عصابة شوقي فجورة منزله بينما كان ابنه حسين معه، واندلعت معركة بالرصاص احترقت خلالها نادية وقُتل حسين برصاصة طائشة. وصلت الشرطة في اللحظة الأخيرة، واعتقلت شوقي فجورة، بينما نُقل عادل إلى مستشفى الأمراض النفسية.
في الحاضر، يزور العقيد أمجد الحسيني عادل بناءً على طلب شقيقته علا، ليجد الأخير غارقًا في خيالاته، غير مدرك لحقيقة وفاة ابنه، بل يظنه الطبيب المعالج له. بعد نوبة هلوسة يرى فيها جده ونادية وحسين، يغمى عليه، وعندما يفيق مجددًا، يخاطب شبح ابنه حسين، محذرًا إياه من أن العقيد أمجد شخص خطير يجب التخلص منه.

## طاقم التمثيل
- أحمد عز بدور عادل الناضوري
- منة شلبي بدور نادية
- ماجد الكدواني بدور العقيد أمجد الحسيني
- رياض الخولي بدور حسين الناضوري
- سيد رجب بدور حمدان
- محمد جمعة بدور توفيق
- حجاج عبد العظيم بدور شوقي فجورة
- ميرنا نور الدين بدور علا الناضوري
- محمد الشرنوبي بدور حسين
- نبيل عيسى بدور هشام
- ناردين فرج
- محمد أبو داوود
- عبد الرحيم حسن
- شريف خلوصى
- أحمد الحميري

## التسويق
تم طرح أول إعلان تشويقي للفيلم في 26 أكتوبر 2021.

## وصلات خارجية
- الجريمة على موقع IMDb (الإنجليزية)
- الجريمة على موقع روتن توميتوز (الإنجليزية)
- الجريمة على موقع الدهليز
- الجريمة على موقع قاعدة بيانات الأفلام العربية
- الجريمة على موقع قاعدة بيانات الفيلم (الإنجليزية)
- الجريمة على موقع ليتربوكسد (الإنجليزية)
- الجريمة على موقع كينوبويسك (الروسية)